# Cap-Saint-Georges
Pour les articles homonymes, voir Cap et Saint-Georges.
Cap Saint-Georges (anglais : Cape St. George) est une ville de Terre-Neuve-et-Labrador (Canada) située sur la péninsule de Port-au-Port, au bord du golfe du Saint-Laurent.
Cap-Saint-Georges est la plus ancienne et la principale communauté francophone de la province.

## Géographie
Cap-Saint-Georges possède un territoire presque rectangulaire, orienté est-ouest, limitrophe de territoires non constitués; La Grand'Terre se trouve toutefois à 8 kilomètres au nord, alors que Sheaves Cove se trouve à 3 kilomètres à l'est.

### Logement
La ville comptait 408 logements privés en 2006, dont 370 occupés par des résidents habituels. Ce sont tous des logements individuels. 90,5 % des logements sont possédés, les autres étant loués. 68,9 % ont été construits avant 1986 et 10,8 % ont besoin de réparations majeures. Les logements comptent en moyenne 6,7 pièces et 0,0 % des logements comptent plus d'une personne habitant par pièce. Les logements possédés ont une valeur moyenne de 115 708 $, comparativement à 111 711 $ pour la province.

## Histoire
Des Acadiens venus de l'Île du Cap-Breton et des Îles de la Madeleine s’installèrent dans cette ville.

## Démographie
La langue maternelle est le français chez 20,2 % des habitants, l'anglais chez 69,1 % et les deux langues chez 6,7 % alors que 3,9 % sont allophones. Les deux langues officielles sont comprises par 39,2 % de la population alors que 1,1 % des habitants sont unilingues francophones et que 59,6 % sont unilingues anglophones. Le français est parlé à la maison par 9,0 % des gens, l'anglais par 86,0 %, les deux langues officielles par 3,4 % et une langue non officielle seule par 1,1 %. Le français est utilisé au travail par 16,0 % des travailleurs et l'anglais par 82,7.
Cap-Saint-Georges est la seule municipalité de la province à offrir des services en français.
| 2016 | 2021 |
| ---- | ---- |
| 853  | 809  |

| Évolution des langues maternelles (en %) | Légende                                                         |
| ---------------------------------------- | --------------------------------------------------------------- |
|                                          | - Anglais - Français - Anglais et français - Autre(s) langue(s) |
| Sources,:                                |                                                                 |

## Économie
Le recensement de 2006 de Statistique Canada fournit aussi des données sur l'économie. Chez les habitants âgés de plus de 15 ans, le taux d'activité était alors de 42,7 %, le taux d'emploi était de 26,1 % et le taux de chômage était de 37,3 %; à titre de comparaison, ceux de la province étaient respectivement de 58,9 %, 47,9 % et 18,6 %.
On dénombrait 15,0 % des emplois dans l'agriculture, la pêche et les autres ressources, 16,7 % dans la construction, 3,3 % dans la fabrication, aucun dans le commerce de gros, 3,3 % dans le commerce de détail, 5,0 % dans la finance et l'immobilier, 8,3 % dans la santé et les services sociaux, 16,7 % dans l'éducation, 8,3 % dans les services de commerce et 20,0 % dans les autres services.
Chez les personnes âgées de 15 ans et plus, 410 ont déclaré des gains et 725 ont déclaré un revenu en 2005. 91,1 % avaient aussi déclaré des heures de travail non rémunérées. Le revenu médian s'élevait alors à 17 283 $ avant et à 15 965 $ après impôt, comparativement à la moyenne provinciale de 19 573 $ avant et 18 149 $ après impôt; les femmes gagnaient en moyenne 5 604 $ de moins que les hommes après impôt, soit 10 361 $. En moyenne, 52,5 % du revenu provenait de gains, 34,7 % de transferts gouvernementaux et 13,0 % d'autres sources. 11,3 % de toutes les personnes dans les ménages avaient un faible revenu après impôt, une proportion montant à 21,9 % pour les moins de 18 ans.
Parmi la population active occupée, 7,3 % des gens travaillaient à domicile, aucun ne travaillaient en dehors du pays, 19,5 % étaient sans lieu de travail fixe et 73,2 % avaient un lieu de travail fixe. Parmi les travailleurs ayant un lieu de travail fixe, 16,7 % travaillaient en ville, 70,0 % travaillaient ailleurs dans la même division de recensement, 6,7 % travaillaient dans une autre division de recensement et 10,0 % travaillaient dans une autre province.

## Personnalités
- Tony Cornect, homme politique.